# Watili
Watili (gr. Βατυλή, tur. Vadili) – wieś na Cyprze, w dystrykcie Famagusta, 5 km na północ od Lysi. De facto pod kontrolą  Cypru Północnego.